# Asthenes pudibunda
Asthenes pudibunda е вид птица от семейство Furnariidae.

## Разпространение
Видът е разпространен в Чили и Перу.